# اریک یلن
اریک یلن (آلمانی: Eric Jelen؛ زاده ۱۱ مارس ۱۹۶۵) یک تنیس‌باز اهل آلمان است.